# Купол Рейхстага

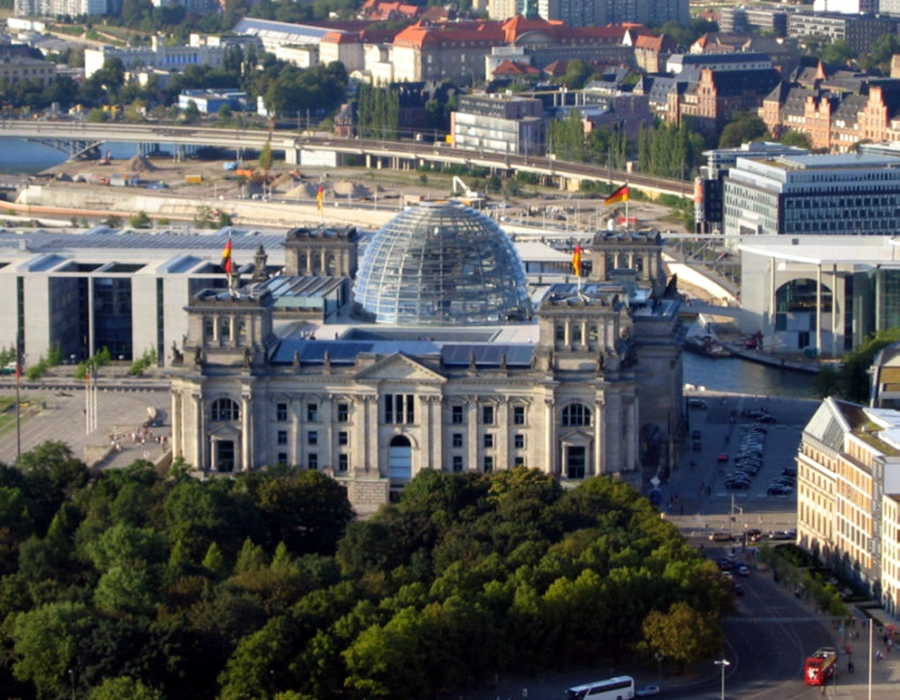
Здание Рейхстага со стеклянным куполом.

Современный купол Рейхстага — стеклянный купол, построенный наверху реконструированного здания Рейхстага в Берлине в 1999 году. Он был спроектирован британским архитектором Норманом Фостером и построен с целью символизировать воссоединение Германии. Появление этого купола сделало его одной из достопримечательностей Берлина.

## Дизайн
Купол Рейхстага —  большой стеклянный купол с панорамным видом на 360 градусов на город. Его можно увидеть снизу, из сессионного зала Бундестага, немецкого парламента. Зеркальный конус в центре купола направляет солнечный свет в здание, и так посетители смогут увидеть работы палаты. Купол открыт для публики, в него можно попасть через два стальных, спиралевидные пандуса, которые напоминают двойную спираль. Он символизирует, что народ выше власти, а не так как это было во времена национал-социализма.
Стеклянный купол был также разработан Фостером экологически чистым. Энергосберегающие функции, связанные с использованием дневного света сквозь зеркальный конус, эффективно уменьшает выбросы углекислого газа в здании. Большой солнцезащитный козырек автоматически отслеживает движение солнца и блокирует прямые солнечные лучи.
Футуристический и прозрачный дизайн купола Рейхстага делает его уникальной достопримечательностью и символизирует попытку Берлина отойти от нацистского прошлого, а вместо этого к будущему с более тяжёлым акцентом на единой, демократической Германии.

## Строительство
С воссоединением Германии и решением о переносе столицы из Бонна обратно в Берлин, было также решено, что первоначальный рейхстаг будет восстановлен вместе с новым куполом, что должно символизировать единую Германию. Архитектор Норман Фостер выиграл конкурс, чтобы спроектировать и перестроить Рейхстаг в 1993 году. Фостер изначально хотел здание в виде зонта, а не купол, но его оригинальный дизайн был отклонен, отчасти из-за непосильных затрат. Конструкция купола была сначала воспринята противоречиво, но была признана одной из наиболее важных достопримечательностей Берлина. Это предложение было впервые выдвинуто Готфридом Бёмом, который ранее предложил купол из стекла с посетителями, которые могли идти по спирали, в 1988 году. Его дизайн был добавлен в информацию о конкурсе в 1992 году, который выиграл Фостер. Позже Бундестаг решил, что купол должен был быть построен, и Фостер не сопротивлялся этому решению. Фостер повторил идею спиральной дорожки в конической структуре для дизайна мэрии в Лондоне несколько лет спустя. Купол был построен Waagner-Биро.

## Оригинальный купол

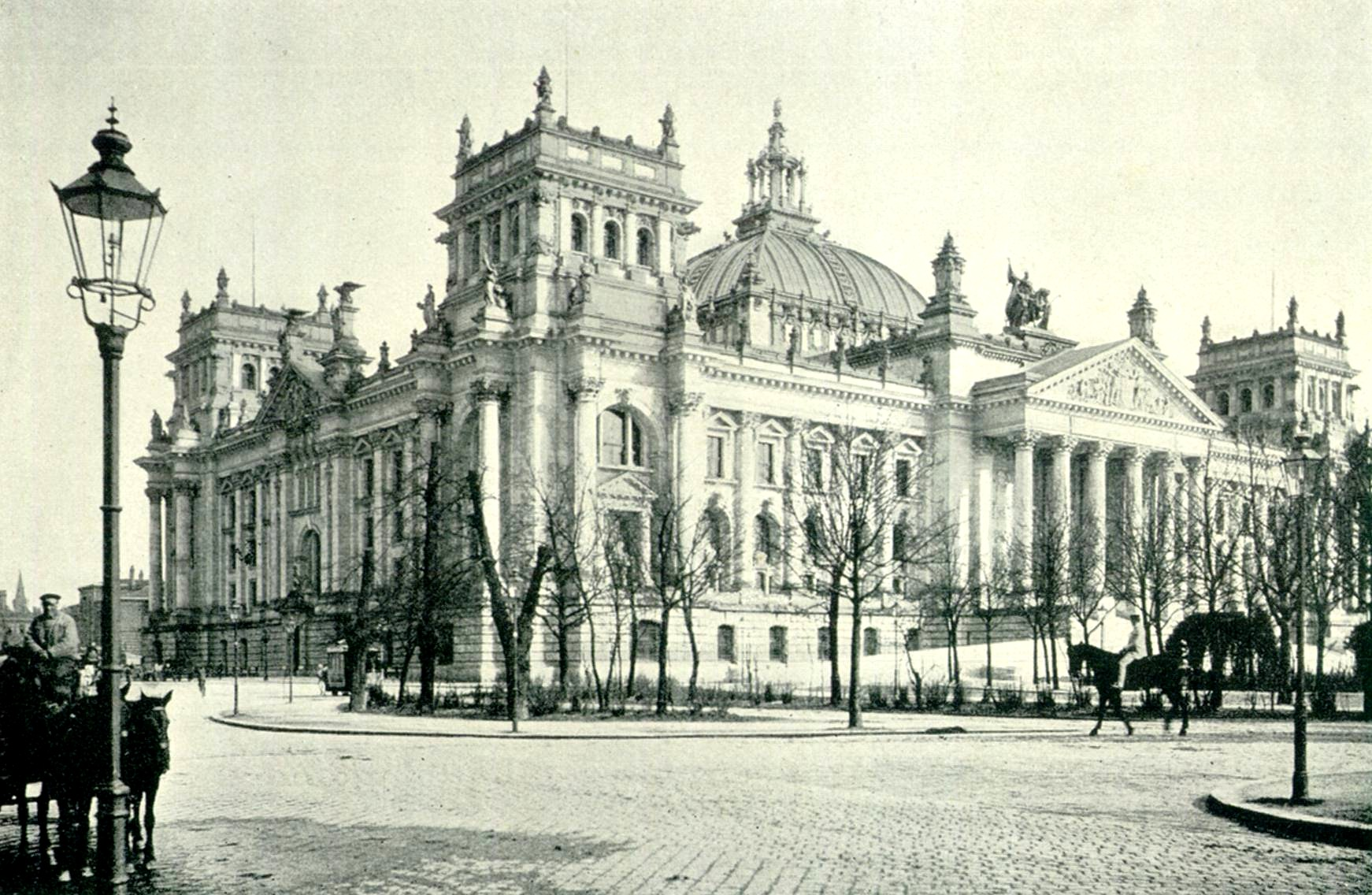
Рейхстаг до войны с оригинальным куполом

Оригинальное здание Рейхстага было предложено в связи с необходимостью увеличения помещений для парламента. Строительство было начато не сразу из-за споров между Отто фон Бисмарком и членами рейхстага. В 1894 году, после архитектурного конкурса, победителем был избран франкфуртский архитектор Пауль Валлот, который спроектировал здание, в котором фигурирует очень большой купол.
27 февраля 1933, купол был разрушен вместе с остальным зданием во время поджога Рейхстага, в котором обвинили коммунистов, несмотря на то, что было мало доказательств, чтобы определить, кто на самом деле устроил пожар. Сгоревший купол Рейхстага был слегка отремонтирован, тогда как пострадавший от пожара пленарный зал и прилегающие к нему помещения ремонтировать не стали. В 1954 году из-за угрозы обрушения остатки купола взорвали. В то время как рейхстаг был частично реконструирован в 1960-х годах в качестве конференц-центра, купол восстанавливать не стали. Большую часть купола и орнаменты, украшавшие его, уже убрали к тому времени.